# 4424 Arkhipova
4424 Arkhipova este un asteroid din centura principală, descoperit pe 16 februarie 1967, de Tamara Smirnova.